# Pabra

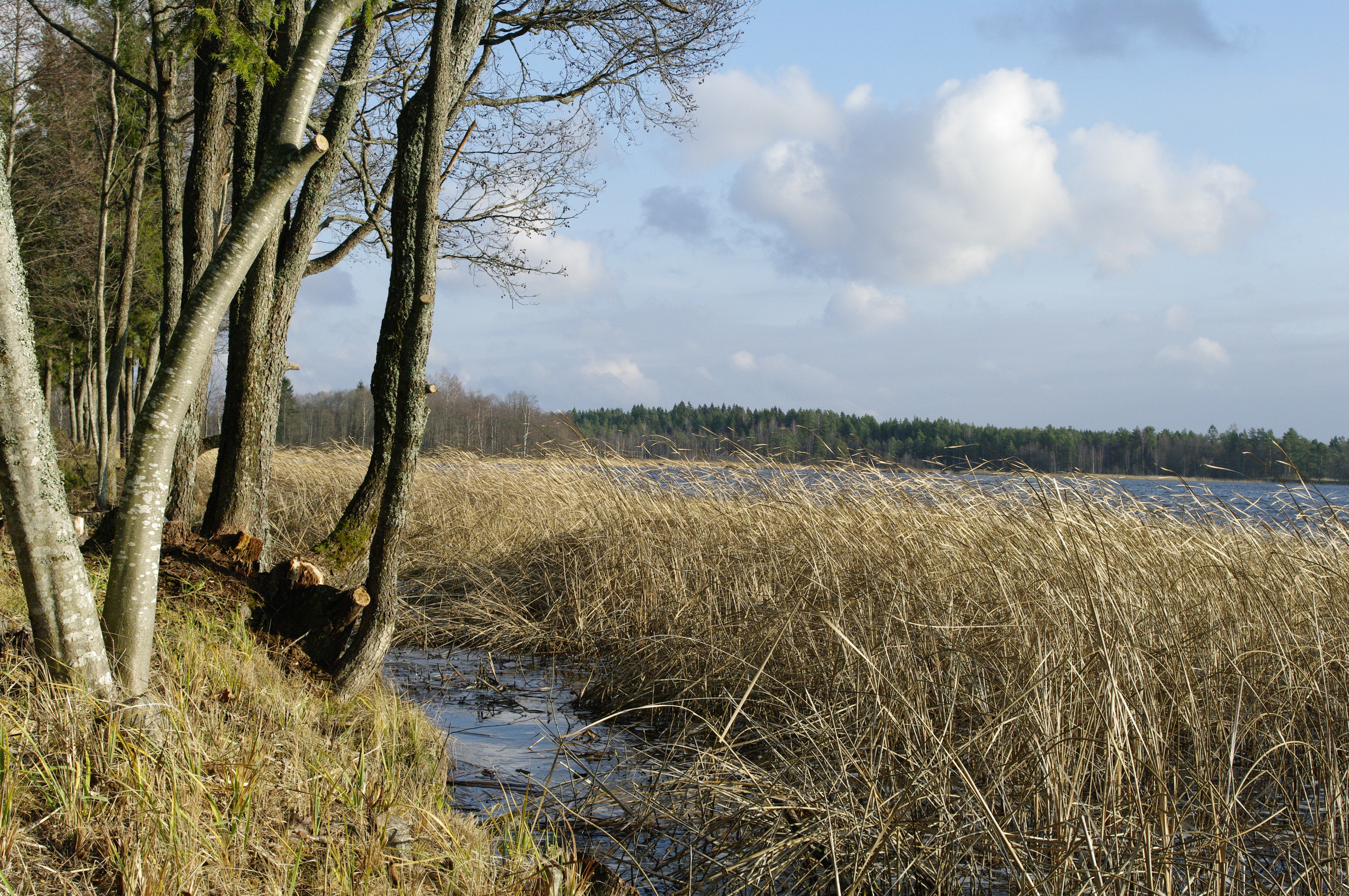
Vista del lago Pabra

Il lago Pabra (in estone: Pabra järv) è un lago situato nei pressi di Misso, all'estremo sud-est dell'Estonia, al confine con la Russia.